# Нидерланды на «Евровидении-2014»
Нидерланды принимает участие в конкурсе песни «Евровидение 2014» в Копенгагене, Дания. Представитель был выбран путём внутреннего отбора, организованным нидерландским национальным вещателем «AVROTROS».

## Внутренний отбор
После того, как Нидерланды вышли в финал впервые за девять лет на конкурсе 2013 года, «AVROTROS» подтвердил, что страна будет участвовать на «Евровидение 2014». Начиная с 1 января 2014 года голландский вешатель «TROS», стал совместно с телекомпанией «AVRO», формировать новый вещатель «AVROTROS» который взял на себя все вопросы, касающиеся участия Нидерландов в конкурсе. 5 ноября 2013 года «AVROTROS» объявил, что исполнитель, который будет представлять Нидерланды в Копенгагене был объявлен в ходе пресс-конференции 25 ноября 2013 года в «Wisseloord Studios» в Хилверсуме. На пресс-конференции, голландский дуэт «The Common Linnets», состоящий из двух певцов Ильзе ДеЛанж и Уэйлона, были объявлены как представители от Нидерландов для участия в конкурсе «Евровидение 2014» года.

## На Евровидении
Представитель Нидерландов на конкурсе выступили во второй половине первого полуфинала, который прошел 6 мая 2014 года в Копенгагене. Они прошли в финал, где заняли 2 место.